# Белгорайский 326-й пехотный полк
326-й пехотный Белгорайский полк — пехотная воинская часть Русской императорской армии второй очереди. Сформирован для участия в Первой мировой войне.

## История
Сформирован в составе 4-х батальонов  в период с 30 июля по 12 августа 1914 года в Саратове из кадра, отделённого от 186-го пехотного Асландузского полка, с добавлением запасных.
23 августа 1914 года в составе 82-й пехотной дивизии отбыл на Юго-Западный фронт и был включен в 11-ю (Блокадную) армию, в составе которой с 1 ноября 1914 года по 9 марта 1915 года участвовал в осаде Перемышля. Затем до середины апреля дивизия была отведена в г. Чортков для отдыха и пополнения, после чего была включена в 9-ю армию, действовавшую на левом фланге Юго-Западного фронта.
В начале мая 326-й полк поступил в оперативное распоряжение начальника 71-й дивизии, и в ночь на 6 мая 1-й батальон полка форсировал реку Прут и вместе с двумя батальонами 284-го Венгровского полка занял плацдарм у деревни Княж Двор. Во второй половине мая полк в составе своей дивизии оборонял г. Стрый, а с 5 по 8 июня занимал оборону у переправы на Днестре, западнее Моссоровки.
В конце сентября 82-я дивизия, переданная в состав 13-й армии, убыла на станцию Клевань, и 24 сентября 326-й полк вступил в бой у дер. Скречетовка.
За период с 1 августа 1914 года по 1 января 1916 года общие потери полка составили: 14 офицеров, 488 солдат убитыми; 51 офицер и 2699 солдат ранеными; 17 офицеров и 3444 солдата без вести пропавшими.

## Командиры полка
- 04.02.1915 — после 20.10.1916 — полковник (с 20.10.1916 генерал-майор) Чижевский, Николай Константинович
- 22.02.1917 — 07.12.1917 — полковник Воробьев, Николай Васильевич

## Известные люди, служившие в полку
- Чапаев, Василий Иванович (1887—1919), красный командир дивизии в Гражданской войне.
- Сергеев, Всеволод Николаевич (1891—1962), советский генерал-лейтенант, в 1914—1918 воевал офицером в полку.

## Полк в кинематографе
- Во 2-й и 3-й сериях 12-серийного художественного фильма «Страсти по Чапаю» (Централ партнершип, Фаворитфильм, 2012) показаны действия 326-го пехотного Белгорайского полка на русско-австрийском фронте Первой мировой войны.